# Твердохлеб, Николай Дмитриевич
Николай Дмитриевич Твердохлеб (укр. Микола Дмитрович Твердохліб; псевдонимы — «Гром», «Музыка»; 1911 — 17 мая 1954) — деятель украинского националистического движения в период Второй Мировой войны, полковник УПА, референт СБ Карпатского края (1944—1949), командир ВО-4 «Говерла» (1945—1954), рыцарь Золотого Креста Заслуги 1 класса.

## Биография
Родился в селе Петрилив на Тлумаччине, в многодетной семье сельских интеллигентов. Все его близкие погибли в советских тюрьмах в Сибири. Учась в Станиславовской гимназии юный поступил в Пласт.
Окончил коммерческое училище в Станиславове, затем школу курсантов в польской армии. Учился в абверовской школе разведки в немецком Мюнхене. Здесь учились старшины сечевых стрельцов, перспективная молодежь. После начала польской кампании осенью 1939 Твердохлеба арестовали под предлогом нелояльности к Польскому государству. После советского вторжения Красной армии на Западную Украину перешел советско-германскую границу и перебирается в Краков, где вместе с коллегами по подпольной работе проходил курс военного дела, организованный ОУН в сотрудничестве с немецкими властями.
После нападения Германии на СССР в составе походных групп прибыл в Станислав, где ещё в 1938 продал полученную в наследство от отца землю и на вырученные деньги купил магазин хозяйственных товаров и стал его владельцем.
Один из организаторов первых отрядов УПА на Волыни. В ночь с 27 на 28 марта 1943 в составе отряда УПА Алексея Брыся принимал участие в атаке на Горохов.
С февраля по апрель 1944 года он был инструктором и командиром роты в офицерской школе УПА «Олени-1». В апреле 1944 года ему было присвоено звание капитана. С 1945 г. в региональном совете ОУН-Б в Станиславове, с 1947 г. председатель Карпатского национального совета ОУН-Б. В марте 1949 года стал референтом службы безопасности Карпатского краевого провода ОУН после гибели Богдана Яцкива.
В 1945—1954 гг. Он был командиром ВО-4 «Говерла», в 1946 г. ему было присвоено звание майора, в 1949 — полковника, а в 1950—1954 гг. он был референтом Службы безопасности ОУН в Карпатском крае.
Погиб в бункере, защищая себя от подразделения НКВД, сначала застрелил свою жену, а затем сам покончил жизнь самоубийством.